# Wielersport op de Middellandse Zeespelen 2013
Wielersport is een van de sporten die beoefend werden tijdens de Middellandse Zeespelen 2013 in Mersin, Turkije. Er waren twee onderdelen: één wegwedstrijd en tijdrit bij de mannen.

## Uitslagen

#### Mannen
| Event   | Goud           | Zilver             | Brons                |
| ------- | -------------- | ------------------ | -------------------- |
| Wegrit  | Nicola Ruffoni | Christophe Laporte | Abdelbasset Hannachi |
| Tijdrit | Yoann Paillot  | Lluís Mas Bonet    | Rasim Reis           |

## Medaillespiegel
| Plaats | Land      | Goud | Zilver | Brons | Totaal |
| 1      | Frankrijk | 1    | 1      | 0     | 2      |
| 2      | Italië    | 1    | 0      | 0     | 1      |
| 3      | Spanje    | 0    | 1      | 0     | 1      |
| 4      | Turkije   | 0    | 0      | 1     | 1      |
| 4      | Algerije  | 0    | 0      | 1     | 1      |
| Totaal | Totaal    | 2    | 2      | 2     | 6      |

1955 · 1959 · 1963 · 1967 · 1971 · 1975 · 1979 · 1983 · 1987 · 1991 · 1993 · 1997 · 2001 · 2005 · 2009 · 2013 · 2018 · 2022
Atletiek · Basketbal · Bocce · Boksen · Boogschieten · Gewichtheffen · Gymnastiek · Handbal · Judo · Kanovaren · Karate · Paardensport · Roeien · Schermen · Schietsport · Taekwondo · Tafeltennis · Tennis · Voetbal · Volleybal · Waterpolo · Waterskiën · Wielersport · Worstelen · Zeilen · Zwemmen